# John Cairney (mykolog)
John William Gibson Cairney (ur. 1959 w Kilmarnock, zm. 9 listopada 2012 w Sydney) – szkocko-australijski mykolog.

## Życiorys
Urodził się w Szkocji, studiował na Uniwersytecie w Stirling. W 1986 r., po otrzymania doktoratu z fizjologii grzybów na Uniwersytecie w Liverpoolu wyjechał do Australii, aby objąć stanowisko badawcze u Anne Ashford na Uniwersytecie Nowej Południowej Walii. Następnie pracował na stanowiskach badawczych w Aberdeen w Wielkiej Brytanii i Adelajdzie w Australii, oraz wykładał ekologię na Uniwersytecie w Leeds. Wykazał się doskonałością jako badacz i nauczyciel i szybko awansował na starszego wykładowcę (1996), profesora nadzwyczajnego (1998) i profesora (2001). W 2007 został dyrektorem Centrum Roślin i Środowiska.

## Praca naukowa
Opublikował ponad 150 prac naukowych i rozdziałów książek, z których większość dotyczyła grzybów mykoryzowych. Jego wczesne prace koncentrowały się na strukturze i fizjologii ryzomorfów grzybowych, po czym przeszedł do badania aktywności enzymów grzybów mykoryzowych i ich roli w degradacji związków ścian komórkowych roślin. Następnie skupił swoje wysiłki na rozszyfrowaniu mechanizmów związanych z tolerancją roślin i grzybów mykoryzowych na metale ciężkie, co zaowocowało licznymi pracami, w tym jego artykułem w „Nature” na temat potencjalnej roli grzybów mykoryzowych w remediacji gleb zanieczyszczonych arsenem. Następny etap kariery Johna w pełni wykorzystał „rewolucję molekularną” i stworzył znaczący zbiór prac na temat biologii populacji i ekologii grzybów ektomykoryzowych i erikoidalnych, zwłaszcza w rodaju Pisolithus.
Przez okres 10 lat (1999–2010) był członkiem New Phytologist Advisory Board. Był także konsultantem (1997–2002) i redaktorem działu (2002–2007) czasopisma „Plant & Soil”, redaktorem „Mycological Research” (2002–2010), członkiem rady redakcyjnej „Fungal Ecology” (2010–2012), zastępcą redaktora naczelnego „Fungal Biology” (2010–2012) i redaktorem tematycznym czasopisma „Journal of Soils and Sediments” (2010–2012).
Na jego cześć nazwano australijski rodzaj grzyba mykoryzowego Cairneyella.